# Эль-Хадита (Саудовская Аравия)
Эль-Хади́та (Эль-Хади́да, араб. الحديثة‎) — город на северо-западе Саудовской Аравии, вблизи границы с Иорданией. Расположен в Вади-эс-Сирхан, к юго-востоку от оазиса Азрак, к северо-западу от города Курайят. Здесь находится пункт пропуска через государственную границу Эль-Хадита. Административно относится к мухафазе Курайят административного района Эль-Джауф.
Построена железнодорожная линия Север — Юг Саудовской железнодорожной компании (SAR), соединяющая Эль-Хадиту с Эр-Риядом.